# Какавели (Кампобасо)
Какавели је насеље у Италији у округу Кампобасо, региону Молизе.
Према процени из 2011. у насељу је живело 116 становника. Насеље се налази на надморској висини од 655 м.